# Atletica leggera ai I Giochi panamericani giovanili
Le gare di atletica leggera ai I Giochi panamericani giovanili si sono svolte allo Stadio olimpico Pascual Guerrero, nella città colombiana di Cali dal 30 novembre al 4 dicembre 2021. Hanno partecipato atleti di età compresa tra 17 e 22 anni.

## Risultati

### Uomini
| Evento                 | Oro                                                                              | Prest"     | Argento                                                                  | Prest"     | br/onzo                                                               | Prest"     |
| Corse piane            |                                                                                  |            |                                                                          |            |                                                                       |            |
| 100 metri              | Erik Cardoso                                                                     | 10"33      | Neiker Abello                                                            | 10"36      | Franco Florio                                                         | 10"37      |
| 200 metri              | Anderson Marquinez                                                               | 20"51      | Lucas Vilar                                                              | 20"59      | Lucas da Silva                                                        | 20"68      |
| 400 metri              | Luis Avilés Ferreiro                                                             | 45"59      | Leonardo Castillo                                                        | 45"79      | Javier Gómez                                                          | 46"13      |
| 800 metri              | Ryan López                                                                       | 1'49"30    | Leonardo Santos                                                          | 1'50"14    | Eduardo Ribeiro                                                       | 1'50"21    |
| 1500 metri             | Juan Diego Castro                                                                | 3'44"10    | Santiago Catrofe                                                         | 3'44"71    | José Zabala                                                           | 3'45"79    |
| 5000 metri             | David Ninavia                                                                    | 14'21"36   | Fábio Jesus                                                              | 14'30"31   | José Luis Chaupin                                                     | 14'31"70   |
| 10000 metri            | Hector Pagan                                                                     | 30'20"48   | David Ninavia                                                            | 30'23"73   | Frank Lujan                                                           | 30'58"68   |
| 3000 siepi             | Julio Palomino Greta                                                             | 8'56"56    | Cesar Gomez Ponce                                                        | 8'56"65    | Tomas Vega                                                            | 9'05"61    |
| Corse ad ostacoli      |                                                                                  |            |                                                                          |            |                                                                       |            |
| 110 metri ostacoli     | Marcos Herrera                                                                   | 13"94      | Jhon Paredes                                                             | 13"95      | Guillermo Campos                                                      | 14,05      |
| 400 metri ostacoli     | Yoao Illas                                                                       | 50"91      | Caio de Almeida                                                          | 51"48      | Matheus Liberato                                                      | 51"64      |
| Staffette              |                                                                                  |            |                                                                          |            |                                                                       |            |
| 4x100 metri            | Brasile Adrian Henrique Vieira Lucas Vilar Erik Cardoso Lucas Rodrigues da Silva | 39"21      | Ecuador Katriel Angulo Anderson Marquinez Steeven Salas Kevin Simisterra | 40"02      | Argentina Tomás Mondino Agustín Pinti Bautista Diamante Franco Florio | 40"63      |
| 4x400 metri            | Ecuador Alan Aldair Minda Katriel Angulo Anderson Marquinez Steeven Salas        | 3'08"02    | Brasile                                                                  | 3'08"42    | Messico                                                               | 3'08"85    |
| Concorsi               |                                                                                  |            |                                                                          |            |                                                                       |            |
| Salto in alto          | Erik Portillo                                                                    | 2,21       | Elton Petronilho                                                         | 2,19       | Kyle Alcine                                                           | 2,28       |
| Salto in lungo         | Maikel Yorges Vidal                                                              | 7,97       | Kelsey Daniel                                                            | 7,90       | Jhon Andres Berrio                                                    | 7,82       |
| Salto triplo           | Andy Hechavarría                                                                 | 16,77      | Geiner Moreno                                                            | 16.41      | Frixon Chila                                                          | 16,12      |
| Salto con l'asta       | Dyander Pacho Velez                                                              | 5,20       | Austin Ramos                                                             | 5,15       | José Nieto                                                            | 5,10       |
| Getto del peso         | Nazareno Sasia                                                                   | 20,08      | Ronald Grueso Mosquera                                                   | 17,98      | Juan Carley Cázquez Gómez                                             | 17,85      |
| Lancio del disco       | Lucas Nervi                                                                      | 61,08      | Mario Díaz                                                               | 60,77      | Ángel Álvarez                                                         | 57,03      |
| Lancio del martello    | Alencar Chagas                                                                   | 69,78      | Ronald Mencia Zayas                                                      | 67,23      | Aldo Zavala Delgado                                                   | 63,95      |
| Lancio del giavellotto | Pedro Henrique Rodrigues                                                         | 74,41      | Luiz Maurício da Silva                                                   | 71,35      | Tyriq Horsford                                                        | 71,33      |
| Prove su strada        |                                                                                  |            |                                                                          |            |                                                                       |            |
| 20 000 m marcia        | David Hurtado                                                                    | 1'21'55"03 | Matheus Correa                                                           | 1'22'18"90 | José Ortiz                                                            | 1'23'47"47 |
| Prove multiple         |                                                                                  |            |                                                                          |            |                                                                       |            |
| Decathlon              | José Santana                                                                     | 7.360      | Esteban Ibañez                                                           | 6.966      | Damián Moretta                                                        | 69.59      |

### Donne
| Evento                 | Oro                                                                                       | Prest"   | Argento                                                                           | Prest"   | br/onzo                                                                 | Prest"   |
| Corse piane            |                                                                                           |          |                                                                                   |          |                                                                         |          |
| 100 metri              | Anahí Suárez                                                                              | 11"32    | Amya Clarke                                                                       | 11"58    | Natalia Liñares                                                         | 11"60    |
| 200 metri              | Anahí Suárez                                                                              | 22"96    | Shary Vallecilla                                                                  | 23"07    | Fiordaliza Cofil                                                        | 23"46    |
| 400 metri              | Fiordaliza Cofil                                                                          | 52"10    | Martina Weil                                                                      | 52"35    | Tiffani Marinho                                                         | 52"67    |
| 800 metri              | Daily Cooper Gaspar                                                                       | 2'08"62  | Berdine Castillo                                                                  | 2'09"32  | Veronica Angel                                                          | 2'09"40  |
| 1500 metri             | Anahí Álvarez                                                                             | 4'20"68  | Veronica Angel                                                                    | 4'30"13  | Laura Acuña                                                             | 4'31"01  |
| 5000 metri             | Anahí Álvarez                                                                             | 15'52"80 | Maria Lucineida da Silva                                                          | 16'39"77 | Laura Espinosa                                                          | 16'53"74 |
| 10000 metri            | Sofia Isabel Mamani                                                                       | 34'43"80 | María de Jesus Ruiz                                                               | 35'02"77 | Maria Lucineida da Silva                                                | 35'10"83 |
| Corse ad ostacoli      |                                                                                           |          |                                                                                   |          |                                                                         |          |
| 100 metri ostacoli     | Greisys Roble                                                                             | 13"07    | Ketiley Batista                                                                   | 13"27    | Keily Pérez Ibañez                                                      | 13"33    |
| 400m etri ostacoli     | Chayenne da Silva                                                                         | 55"97    | Ariliannis Colás                                                                  | 57"20    | Valeria Cabezas                                                         | 57"49    |
| 3000 metri siepi       | Mirelle Leite Da Silva                                                                    | 10'28"69 | Veronica Huacasi                                                                  | 10'39"70 | Stefany López                                                           | 10'47"82 |
| Staffette              |                                                                                           |          |                                                                                   |          |                                                                         |          |
| 4x100 metri            | Colombia Maria Alejandra Murillo Natalia Liñares Shary Vallecilla Laura Martínez Ibarguen | 43"59    | Brasile Vida Aurora Caetano Rita de Cássia Ferreira Letícia Lima Gabr/iela Mourão | 44"04    | Ecuador Nicole Jazmine Chala Anahí Suárez Nicoel Caicedo Andreina Minda | 44"56    |
| 4x400 metri            | Brasile                                                                                   | 3'33"40  | Cile                                                                              | 3'38"24  | Messico                                                                 | 3'48"21  |
| Prove su strada        |                                                                                           |          |                                                                                   |          |                                                                         |          |
| 20000 metri Marcia     | Glenda Morejón                                                                            | 1h33'54" | Mary Luz Andia                                                                    | 1h35'27" | Laura Mojica                                                            | 1h35'55" |
| Concorsi               |                                                                                           |          |                                                                                   |          |                                                                         |          |
| Salto in alto          | Jennifer Rodríguez                                                                        | 1,90     | Marysabel Senyu                                                                   | 1,81     | Arielly Monteiro                                                        | 1,76     |
| Salto con l'asta       | Isabel de Quadros                                                                         | 4,20     | Javiera Contreras                                                                 | 3,90     | Karen Bedoya                                                            | 3,90     |
| Salto in lungo         | Paola Fernandez                                                                           | 6,33     | Natalia Liñares                                                                   | 6,27     | Thaina Fernandes                                                        | 6,25     |
| Salto triplo           | Leyanis Pérez Hernández                                                                   | 14,39    | Chantoba Bright                                                                   | 13,50    | Leidy Macela Cuesta                                                     | 13,24    |
| Getto del peso         | Rosa Angelica Santana                                                                     | 17,45    | Ana Caroline Silva                                                                | 16,86    | Milena Sens                                                             | 16,76    |
| Lancio del disco       | Silinda Oneisi Morales                                                                    | 59,13    | Melany del Pilar Matheus                                                          | 54,31    | Catalina BRAvo                                                          | 52,44    |
| Lancio del martello    | Yaritza Martínez                                                                          | 67,47    | Silennis Vargas                                                                   | 65,43    | Mariana García Walker                                                   | 64,86    |
| Lancio del giavellotto | Juleisy Angulo                                                                            | 58,26    | Yiselena Ballar Rojas                                                             | 57,14    | Valentina BArrios                                                       | 51,46    |
| Prove multiple         |                                                                                           |          |                                                                                   |          |                                                                         |          |
| Eptathlon              | Marys Patterson                                                                           | 5.663    | Joniar Thomas                                                                     | 5.484    | Sara isabel Garcia                                                      | 5.391    |

## Medagliere
| Posiz. | Nazione             | Oro | Argento | Bronzo | Totale |
| ------ | ------------------- | --- | ------- | ------ | ------ |
| 1      | Brasile             | 10  | 12      | 8      | 30     |
| 2      | Cuba                | 9   | 3       | 6      | 18     |
| 3      | Ecuador             | 9   | 2       | 2      | 13     |
| 4      | Messico             | 4   | 3       | 6      | 13     |
| 5      | Colombia            | 2   | 7       | 11     | 20     |
| 6      | Perù                | 2   | 3       | 1      | 6      |
| 7      | Rep. Dominicana     | 2   | 1       | 2      | 5      |
| 8      | Porto Rico          | 2   | -       | -      | 2      |
| 9      | Cile                | 1   | 4       | 3      | 8      |
| 10     | Venezuela           | 1   | 1       | 1      | 3      |
| 11     | Argentina           | 1   | -       | 5      | 6      |
| 12     | Bolivia             | 1   | -       | -      | 1      |
|        | Costa Rica          | 1   | -       | -      | 1      |
| 14     | Trinidad e Tobago   | -   | 1       | 1      | 2      |
| 15     | Grenada             | -   | 1       | -      | 1      |
|        | El Salvador         | -   | 1       | -      | 1      |
|        | Saint Kitts e Nevis | -   | 1       | -      | 1      |
|        | Uruguay             | -   | 1       | -      | 1      |
|        | Guyana              | -   | 1       | -      | 1      |
| 20     | Bahamas             | -   | -       | 1      | 1      |
|        | Guatemala           | -   | -       | 1      | 1      |
| TOTALE | TOTALE              | 45  | 45      | 45     | 135    |